# Forêt nationale d'Uncompahgre
Pour les articles homonymes, voir Uncompahgre.
La forêt nationale d'Uncompahgre, en anglais Uncompahgre National Forest, est une forêt nationale américaine située dans l'ouest du Colorado. Couvrant 3 866 km2, cette aire protégée créée le 14 juin 1905 est gérée par le Service des forêts des États-Unis.